# Miquel Oslé i Sáenz de Medrano

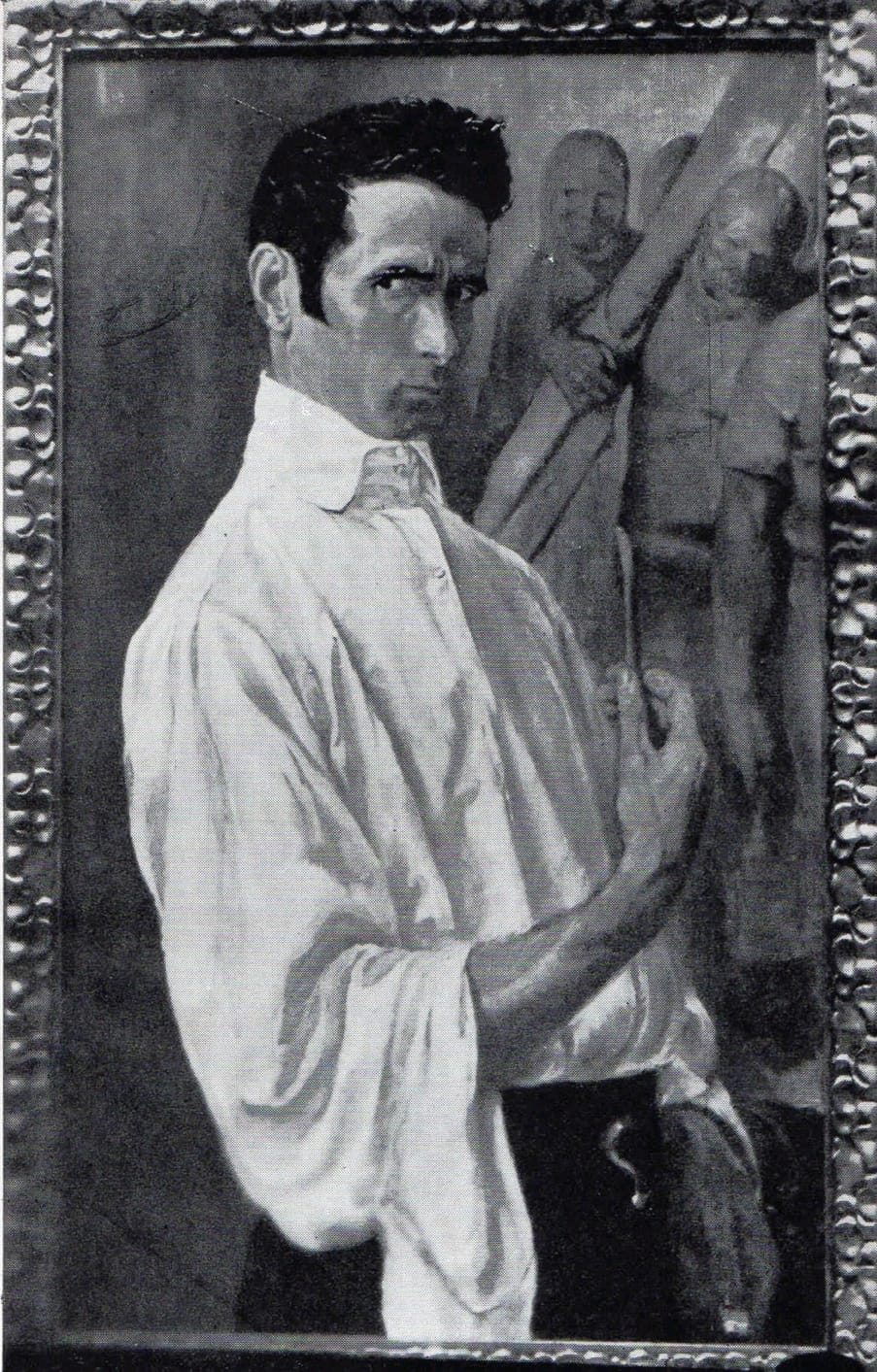
Autorretrat de Miquel Oslé Saénz de Medrano (1907)

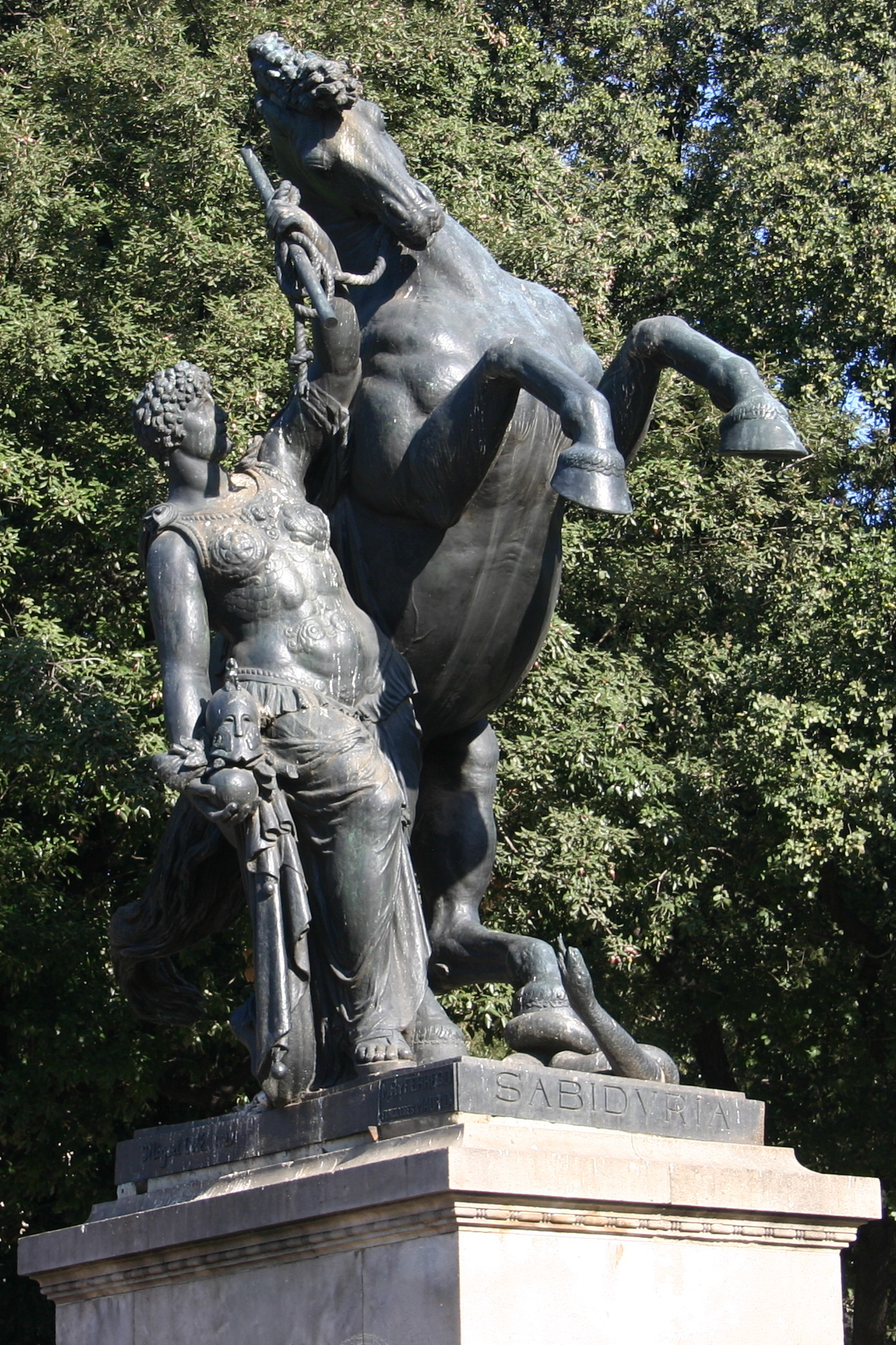
Saviesa, Plaça de Catalunya (1929).

Miquel Oslé i Sáenz de Medrano (Barcelona, 7 d'octubre de 1879 - ídem, 13 de març de 1960) fou un escultor català. Treballà en col·laboració amb el seu germà Llucià (Barcelona, 1880 - ídem, 1951).

## Biografia
Va néixer al carrer de Santa Anna de Barcelona, fill del militar Rafael Oslé i Carbonell, natural de Barcelona, i de Càndida Sáenz de Medrano i Duate, natural d'Aldeanueva de Ebro.
S'inicià com a aprenent al taller d'escultura industrial de Josep Bofill, passant després a la foneria Masriera i Campins, on ingressà també el seu germà Llucià, i on coincidiren amb Manolo Hugué. També foren deixebles de Josep Montserrat i Portella. Miquel treballà també un temps amb Josep Llimona. S'emmarcaren dins d'un estil realista d'aire acadèmic. Ambdós foren catedràtics d'escultura a l'Escola de Belles Arts de Barcelona.
Rebé nombroses distincions per la seva obra: a l'Exposició de Belles Arts de Barcelona de 1896 obtingué menció honorífica; el 1906, rebé la primera medalla a Madrid amb Esclaus; el 1907, primera medalla a Barcelona amb Inspiració.
El monument dedicat al pintor Marià Fortuny va dur una gran polèmica a la ciutat i que els germans Oslé van lluitar per la seva dignitat. El lloc original de l'escultura, de marbre de Carrara, era col·locar-la davant del Palau de la Virreina i no on és ara, al carrer de Xuclà (darrere l'edifici de la Compañía General de Tabacos de Filipinas avui Hotel 1898) a l'oblit general dels molts polítics que van prometre un lloc més digne i que, fins ara, ningú s'ha preocupat de canviar.

## Obra
Entre la seva obra conjunta destaquen: 
- Monument al Pescador, Vilanova i la Geltrú (1908).
- Monument a l'Exposició, Saragossa (1909).
- Monument a Mossèn Jacint Verdaguer, Barcelona (1924).
- Mausoleu de les Heroïnes de Santa Bàrbara, Girona (1925).
- Font de la Plaça d'Espanya, Barcelona (1929).
- Treball i Saviesa, Plaça de Catalunya, Barcelona (1929).
- Monument a Jacint Verdaguer, Parque del Buen Retiro, Madrid (1935).
- Monument als caiguts al fossat de Santa Helena del Castell de Montjuïc, Barcelona (1940).
- Monument a Fortuny, Barcelona (1942).
- Escultura de la Mare de Déu a la cúpula de la Basílica de la Mercè, Barcelona (1945-1949).
- Placa de les noces d'or del Futbol Club Barcelona (1950).
- Capella del Santíssim, Canet de Mar (1950).
- Maternitat, Edifici de Institut Català de la Salut (ICS) Barcelona (1951).
- Sembrador, Edifici de Institut Català de la Salut (ICS) Barcelona (1951).